# Crying Freeman (film)
Crying Freeman è un film del 1995 diretto da Christophe Gans e interpretato tra gli altri da Mark Dacascos e Julie Condra. Il film è il live action della serie omonima di manga e OVA giapponesi del 1986 da cui precedentemente erano stati già sviluppati diversi lungometraggi in Asia.

## Trama
Yo Hinomura è un killer appartenente all'organizzazione criminale cinese chiamata "I figli dei Draghi": perfetto, letale e veloce, in grado di liberarsi senza esitazione dei bersagli contro cui viene sguinzagliato. L'unica particolarità è che piange dopo aver ucciso. Per questo viene chiamato il Freeman che piange ("Crying " in lingua inglese). Ma in realtà Yo è uno schiavo di un rito ancestrale che gli impone di eseguire gli spregevoli atti che la sua organizzazione mafiosa gli impone.
Quando viene visto però dalla bella Emu in azione, un'artista affascinata dai suoi modi e allo stesso tempo spaventata dalla sua ferocia, l'uomo non riesce a liberarsi della donna di cui si innamora. Gli omicidi proseguono quindi intrecciandosi alla storia sentimentale che unisce i due, finché il Freeman riesce finalmente a liberarsi dal giogo che lo opprime e ribellarsi ai propri padroni.

## Curiosità
- Mark Dacascos non ha usufruito di stuntman durante le riprese del film eseguendo in prima persona tutte le azioni più pericolose.
- Mark Dacascos e Julie Condra si sono sposati dopo essersi conosciuti sul set di questo film.

## Colonna sonora
1. Main Title (03:10)
2. You Have No Home (01:46)
3. My Son (02:44)
4. Death Of Shimazaki (04:26)
5. Do It Without Thought (02:02)
6. Portrait Of Yo (00:38)
7. You Can't Help Me (02:04)
8. I Wanted You To Come Back (02:21)
9. We Want The Woman / The Blade Attacks (08:28)
10. Hospital Escape (01:44)
11. The Journey Begins (01:20)
12. I Have A Message (04:24)
13. Who Would Have Guessed ? (05:42)
14. You Have Become Your Fate (02:06)
15. Let The Dream Sustain You (03:19)
16. Shimazaki's Funeral (01:35)
17. Miss O'Hara Is In Japan (02:41)
18. Break Out The Sake / Death Of Koh (05:09)
19. Nothing To Fear / My Honor / End Title (13:19)

## Riconoscimenti
- Sweden Fantastic Film Festival (1996)
  - Audience Award